# 屈多斯
屈多斯（法語：Cudos，法語發音：[kydɔs]）是法国吉伦特省的一个市镇，属于朗贡区。

## 地名
该地名“Cudos”发音为[kydɔs]，末尾字母“s”发音，《世界地名翻译大辞典》与《世界地名译名词典》将其误译作“屈多”。

## 地理
屈多斯（44°23'20"N, 0°13'10"W）面积34.21 平方千米，位于法国新阿基坦大区吉倫特省，该省份为法国西南部沿海省份，是法國本土面积最大的省，北起滨海夏朗德省，西临大西洋，南至朗德省，东南接洛特-加龍省，东临多爾多涅省。
与屈多斯接壤的市镇（或旧市镇、城区）包括：索维亚克、巴扎斯、贝尔诺斯-博拉克、比拉克、埃斯科德、拉瓦藏、莱尔姆和米塞、马兰博。
屈多斯的时区为UTC+01:00、UTC+02:00（夏令时）。

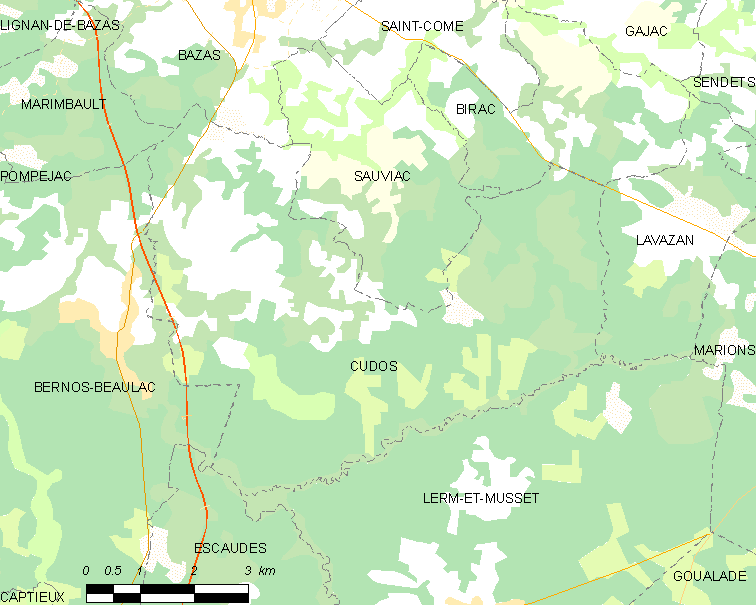
屈多斯的OSM定位图

## 行政
屈多斯的邮政编码为33430，INSEE市镇编码为33144。

## 政治
屈多斯所属的省级选区为南吉伦特县。

## 人口

1962-2008年间屈多斯人口变化图示

屈多斯于2022年1月1日时的人口数量为790人。